# Telururo de bismuto
El telururo de bismuto (Bi2Te3) es un polvo gris compuesto de bismuto y telurio también conocido como telururo de bismuto(III). Es un semiconductor que, cuando se alea con antimonio o selenio, resulta un material termoeléctrico eficaz para la refrigeración o la generación de energía portátil. El Bi2Te3 es un aislante topológico, por lo que sus propiedades físicas dependen del espesor.

## Propiedades como material termoeléctrico
El telururo de bismuto es un semiconductor estratificado de brecha estrecha con una celda unitaria trigonal. La estructura de las bandas de valencia y conducción puede describirse como un modelo elipsoidal múltiple con 6 elipsoides de energía constante centrados en los planos de reflexión. El Bi2Te3 se rompe fácilmente a lo largo del eje trigonal debido a los enlaces de Van der Waals entre átomos de telurio vecinos. Debido a esto, los materiales basados en bismuto-teluro utilizados para la generación de energía o aplicaciones de refrigeración deben ser policristalinos. Además, el coeficiente Seebeck del Bi2Te3 a granel se compensa en torno a la temperatura ambiente, lo que obliga a que los materiales utilizados en dispositivos de generación de energía sean una aleación de bismuto, antimonio, telurio y selenio.
Recientemente, los investigadores han intentado mejorar la eficiencia de los materiales basados en Bi2Te3 creando estructuras en las que se reducen una o más dimensiones, como nanocables o películas finas. En uno de estos casos, se demostró que el telururo de bismuto de tipo n tiene un coeficiente Seebeck mejorado (voltaje por unidad de diferencia de temperatura) de -287 μV/K a 54 °C, Sin embargo, hay que tener en cuenta que el coeficiente Seebeck y la conductividad eléctrica tienen una contrapartida: un coeficiente Seebeck más alto tiene como resultado una menor concentración de portadores y una menor conductividad eléctrica.
En otro caso, los investigadores informan de que el telururo de bismuto tiene una alta conductividad eléctrica de 1,1×105 S-m/m2 con una conductividad térmica de red muy baja de 1,20 W/(m-K), similar a la del vidrio ordinario.

## Propiedades como aislante topológico
El telururo de bismuto es un aislante topológico muy estudiado. Se ha demostrado que sus propiedades físicas cambian a espesores muy reducidos, cuando se exponen y aíslan sus estados superficiales conductores. Estas muestras finas se obtienen mediante epitaxia o exfoliación mecánica.
Los métodos de crecimiento epitaxial, como la epitaxia de haces moleculares y la deposición de vapor químico orgánico metálico, son métodos habituales para obtener muestras delgadas de Bi2Te3 . La estequiometría de las muestras obtenidas mediante estas técnicas puede variar mucho de un experimento a otro, por lo que a menudo se utiliza la espectroscopia Raman para determinar la pureza relativa. Sin embargo, las muestras finas de Bi2Te3 son resistentes a la espectroscopia Raman debido a su bajo punto de fusión y a su escasa dispersión del calor.
La estructura cristalina del Bi2Te3 permite la exfoliación mecánica de muestras delgadas mediante la escisión a lo largo del eje trigonal. Este proceso tiene un rendimiento mucho menor que el crecimiento epitaxial, pero produce muestras sin defectos ni impurezas. De forma similar a la extracción de grafeno a partir de muestras de grafito a granel, se realiza aplicando y retirando cinta adhesiva de muestras sucesivamente más finas. Este procedimiento se ha utilizado para obtener escamas de Bi2Te3 con un grosor de 1 nm.Sin embargo, este proceso puede dejar cantidades significativas de residuos adhesivos en un sustrato estándar de Si/SiO2, que a su vez oscurecen las mediciones de microscopía de fuerza atómica e inhiben la colocación de contactos en el sustrato a efectos de ensayo. Las técnicas de limpieza habituales, como el plasma de oxígeno, la acetona hirviendo y el alcohol isopropílico, no son eficaces para eliminar los residuos.

## Existencia y preparación
La forma mineral del Bi2Te3 es la telurobismutita, que es moderadamente rara. Existen muchos telururos de bismuto naturales de diferente estequiometría, así como compuestos del sistema Bi-Te-S-(Se), como la Bi2Te3S (tetradimita).
El telururo de bismuto puede prepararse simplemente sellando polvos mezclados de bismuto y telurio metálico en un tubo de cuarzo al vacío (algo crítico, ya que una muestra sin sellar o con fugas puede explotar en un horno) y calentándolo a 800 °C en un horno de mufla.